# Victor Goossens
Victor Aloïs Goossens (Sint-Gillis-bij-Dendermonde, 10 februari 1904 - Eeklo, 24 april 1977) was een Belgisch senator.

## Levensloop
Hij was de oudste van de vijf kinderen van spoorwegarbeider August Goossens (1876) en Marie-Louise De Wit. Goossens stamde uit een diepgelovige katholieke familie, maar zijn vader was een socialist. Zijn moeder stierf tijdens de Eerste Wereldoorlog, nadat ze het slachtoffer was geworden van geweld gepleegd door een Duitse militaire agent. Goossens voltooide het lager onderwijs en ging daarna aan de slag als metaalarbeider en daarna als loodgieter. Vervolgens was Goossens tot aan de Tweede Wereldoorlog actief als handelaar. Vanaf 1923 woonde hij in Baasrode.
Vanaf zijn vijftiende droeg Goossens de socialistische krant Vooruit rond. Hij werd actief in verschillende socialistische jeugd- en culturele verenigingen en was aangesloten bij de gymnastiekclubs Moedig vooruit in Dendermonde en Buiten verwachting in Baasrode. Hij werd ook lid van de plaatselijke afdeling van de Belgische Werkliedenpartij en stichtte in Baasrode de harmonie De dage rode, alsook in 1928 de studiekring Rode verweer. In 1936 was Goossens een van de medeoprichters van het blad De socialistische strijd, waarin werd geijverd voor de oprichting van een volksfront van socialisten en communisten en   werd gestreden tegen het fascisme. 
Goossens behoorde tot de radicale linkervleugel binnen de BWP, maar evolueerde rond 1935 richting het communisme. In 1937 werd hij uit de BWP gestoten, waarna hij toetrad tot de communistische KPB. Hij droeg bij aan de duurzame uitbouw van de communistische beweging in Baasrode en de regio rond Dendermonde en trad na de Duitse bezetting van België in de Tweede Wereldoorlog toe tot het verzet. Opgespoord door de Gestapo, trad Goossens in de clandestiniteit. Hij werd attaché van de communistische afdeling van Aalst en was er verantwoordelijk voor de verspreiding van de illegale pers, daarna was hij kaderverantwoordelijke in Antwerpen en vervolgens was hij in Brussel actief als adjunct van Louis Van Brussel en Albert De Coninck, de nationale verantwoordelijken van de gewapende partizanen van het communistisch verzet. Goossens zelf trad in 1943 toe tot de gewapende partizanen en was verantwoordelijk voor het 32e gewapende korps, dat in Oost-Vlaanderen verschillende sabotageacties pleegde. Tijdens de Bevrijding vocht het korps aan de zijde van de Canadezen in de omgeving van Terneuzen, waarvoor Goossens een Canadese militaire onderscheiding kreeg.
Na de oorlog werd Goossens politiek secretaris van de KPB, achtereenvolgens in Aalst, Leuven en Dendermonde, alsook secretaris verantwoordelijk voor de organisatie voor de KPB-federatie van Oost-Vlaanderen. Ook zetelde hij van 1946 tot 1954 in het Centraal Comité en de Politieke Controle Commissie van de partij. In 1954 werd Goossens door zijn gebrekkige nationale activiteiten niet herbevestigd in zijn nationale functies.
Goossens was vanaf 1946 verschillende keren lijsttrekker van de KPB-lijst voor de Kamer van volksvertegenwoordigers in het arrondissement Dendermonde, maar raakte nooit verkozen. Wel zetelde hij van 1946 tot 1949 als gecoöpteerd senator in de Senaat. Hij zetelde in de commissie Landsverdediging, maar legde zich vooral toe op openbare werken, in het bijzonder in zijn thuisstreek. Daarnaast kon de problematiek rond oorlogsslachtoffers op zijn aandacht rekenen. Na het einde van zijn parlementaire carrière in 1949 ging Goossens als bediende aan de slag bij de communistische mutualiteit De Eenheid in Baasrode en legde hij zich helemaal toe op de lokale politiek. In 1946 was hij verkozen tot gemeenteraadslid van Baasrode, waar hij van 1959 tot 1976 schepen was voor de lijst Gemeentebelangen, een kartel van socialisten, liberalen en communisten. Eind 1976 eindigde de politieke carrière van Victor Goossens, toen Baasrode opging in de stad Dendermonde.